# 대한민국 민법 제35조
대한민국 민법 제35조는 법인의 불법행위능력에 대한 민법총칙 조문이다. 한국의 통설이 불법행위로 제한하는 것에 비해 유사한 조문인 독일민법 제31조는 행위가 불법행위이든 채무불이행이든 법인이 손해배상책임을 부담하는 것으로 본다.

## 조문
민법 제35조 (법인의 불법행위능력) (1) 법인은 이사 기타 대표자가 그 직무에 관하여 타인에게 가한 손해를 배상할 책임이 있다. 이사 기타 대표자는 이로 인하여 자기의 손해배상책임을 면하지 못한다.
(2) 법인의 목적범위외의 행위로 인하여 타인에게 손해를 가한 때에는 그 사항의 의결에 찬성하거나 그 의결을 집행한 사원, 이사 및 기타 대표자가 연대하여 배상하여야 한다.

第35條(法人의 不法行爲能力) ① 法人은 理事 其他 代表者가 그 職務에 關하여 他人에게 加한 損害를 賠償할 責任이 있다. 理事 其他 代表者는 이로 因하여 自己의 損害賠償責任을 免하지 못한다.
②法人의 目的範圍外의 行爲로 因하여 他人에게 損害를 加한 때에는 그 事項의 議決에 贊成하거나 그 議決을 執行한 社員, 理事 및 其他 代表者가 連帶하여 賠償하여야 한다.

## 비교조문
독일민법 제31조 법인의 책임 법인은 법인의 이사 등 정관에 의해 선임된 대표기관이 직무행위에 관하여 제3자에게 손해를 가한 행위에 대하여 손해배상책임을 부담한다. 

BGB §31 Haftung des Vereins für Organe Der Verein ist für den Schaden verantwortlich, den der Vorstand, ein Mitglied des Vorstands oder ein anderer verfassungsmäßig berufener Vertreter durch eine in Ausführung der ihm zustehenden Verrichtungen begangene, zum Schadensersatz verpflichtende Handlung einem Dritten zufügt.

## 성립요건
① 이사 기타 대표기관의 행위일 것, ② 대표자가 그 직무에 관하여 불법행위를 할 것, ③ 대표자의 불법행위가 민법 제750조의 일반불법행위 성립요건을 갖출 것, ④ 타인에게 손해가 발생할 것을 요건으로 한다. 

## 사례
- 국가예산 횡령에 대해 법적 조치를 취하지 않는 것은 직무유기로 보아 신한국당에 대해 손해배상청구 소송을 제기하며 법무부는 비법인 사단인 정당에 대해서도 법인의 불법행위 능력이 명시된 민법 제35조가 적용되며 당시 사무총장으로 회계책임자인 강 의원은 법인의 대표자 자격을 띠고 있기 때문에신한국당과 강 의원의 공동불법행위 책임을 물을 수 있다고 주장하였다[2]

- 주식회사의 대표인 대표이사가 개인적으로 돈을 빌리면서 자신이 대표이사로 있는 주식회사의 어음을 발행하거나 차용증을 작성해 준 경우는 대표권의 남용행위로서 무효가 되며 회사는 상대방에 대하여 민법 제35조 제1항에 의한 손해배상책임 또는 민법 제756조 제1항에 의한 사용자책임도 지지 아니한다는 것이 대법원 판례의 태도이다[3].

## 판례
- 목적사업을 수행하는데 있어 직접 또는 간접적으로 필요한 행위는 모두 포함되며, 목적수행에 필요한지 여부도 행위의 객관적 성질에 따라 추상적으로 판단해야 한다[4]
- 주식회사의 대표이사가 그 대표권의 범위내에서 한 행위는 설사 대표이사가 회사의 영리목적과 관계없이 자기 또는 제3자의 이익을 도모할 목적으로 그 권한을 남용한 것이라 할지라도 일단 회사의 행위로서 유효하고, 다만 그 행위의 상대방이 대표이사의 진의를 알았거나 알 수 있었을 때에는 회사에 대하여 무효가 된다[5]
- 학교법인의 대표자였던 자에 의한 차금행위가 불법행위가 된다면 이는 민법상 사용자의 배상책임이 아니고 민법 제35조에 의한 법인 자체의 불법행위가 되어 배상책임이 있다[6]
- 권리능력 없는 사단의 대표기관의 불법행위에 대해서는 제35조 1항의 규정이 유추적용될 것이다[7]

## 참고 문헌
- 지용식. (2023). 교회법상 재산 관리 행위와 민법 제35조 법인의 불법 행위 책임. 가톨릭신학,(43), 209-239.
- 김홍기. (2016). 회사책임의 원칙과 이사책임의 보충성 : 민법 제35조, 상법 제210조 및 상법 제401조의 해석론을 중심으로. 비교사법, 23(3), 797-830.
- 전명훈. (2005, 7). 위법 쟁의행위와 민사책임: 민법 제35조 1항의 유추적용의 가능성을 중심으로. 정세와노동,(3), 97-108.
- 안춘수. (2000, 11). 민법대표기관의 배임적 대표행위와 제35조 법인의 불법행위책임 / 부동산 점유취득시효 완성의 효과. 고시계, 45(12), 139-144.
- 명순구. (2010). 표현대리를 둘러싼 몇 가지 학설에 대한 적정성 평가 - 표현대리와 민법 제35조, 제135조, 제827조의 상호관계에 관하여. 안암법학,(31), 99-131.
- 임건면. (2006). 민법 제213조의 소유물반환청구권과 관련한 몇 가지 문제점에 관한 소고. 중앙법학, 8(4), 213-236.

## 같이 보기
- 대표권 제한
- 불법행위
- 사용자책임
- 대한민국 민법 제34조
- 대한민국 민법 제750조
- 대한민국 민법 제126조